# Chiến tranh theo giai đoạn
Chiến tranh theo giai đoạn là khái niệm mô tả một cuộc chiến tranh đang diễn ra được hoạch định qua từng giai đoạn chiến đấu. Điều này xuất phát từ khả năng hiện tại tương đối bất lợi, khiến một lực lượng quân sự phải tổ chức quá trình chiến tranh của mình theo từng giai đoạn. Đây là một chiến lược quân sự nhằm từng bước chuyển hóa lực lượng từ yếu sang mạnh và từng bước tổ chức các trận đánh lớn hơn.
Đặc điểm thông thường của việc tổ chức chiến tranh này là một lực lượng quân sự ban đầu yếu kém sẽ chiến đấu theo cách thức chủ yếu và phổ biến là chiến tranh du kích, chiến tranh quy mô nhỏ, từng bước xây dựng các đơn vị lớn về quân số, và cả trang bị, thông thường là pháo binh và thiết giáp. Cho đến khi quân đội họ mạnh hơn sẽ tổ chức các trận đánh lớn hơn để mau chóng chiến thắng cuộc chiến. Đồng thời, việc tuyên truyền thuyết phục người dân là một phần quan trọng của loại chiến tranh này.

## Trường hợp lịch sử

### Liên Xô
Liên Xô trong giai đoạn Thế chiến II đã từng bước chuyển hóa sức mạnh lực lượng của mình. Ngày 22 tháng 6 năm 1941 khi Đức Quốc Xã bất ngờ tấn công, Liên Xô chịu thiệt hại nặng nề về người và vật chất nhưng vẫn đứng vững, quân Đức ban đầu mạnh hơn nên vẫn nắm ưu thế thêm được một thời gian. Hồng quân Liên Xô từng bước chuyển từ phòng ngự sang phản công, càng về sau việc tổ chức chiến đấu trở nên ổn định hơn so với sự hỗn loạn ban đầu do chiến tranh chớp nhoáng gây ra. Quân Đức từng bước bị đẩy ra khỏi lãnh thổ Liên Xô và đầu tháng 2 năm 1945, Hồng quân đã tiến vào nước Đức, ngày 9 tháng 5, Đức Quốc Xã sụp đổ.

### Trung Quốc
Trung Quốc trong giai đoạn Nội chiến 1945 - 1949, phe Cộng sản tiến hành 3 giai đoạn chiến tranh: Phòng ngự - Phản công - Tấn công. Sau 5 năm nội chiến, Trung Hoa Dân Quốc bị đẩy khỏi Hoa lục.
Xem thêm: Quốc-Cộng nội chiến lần thứ hai

### Việt Nam
Việt Nam, trong kháng chiến chống Pháp, thời gian đầu phòng ngự và đánh du kích, giai đoạn sau, từ 1950, sau khi xây xong các đơn vị lớn hơn, Quân đội Nhân dân Việt Nam bắt đầu tấn công quy mô lớn.
Sau khi phân tích kỹ tình hình địch - ta, xác định đúng hình thái cuộc chiến tranh, đồng chí Trường-Chinh xác định: cuộc kháng chiến của nhân dân ta sẽ trải qua ba giai đoạn: Giai đoạn phòng ngự; Giai đoạn cầm cự; Giai đoạn tổng phản công.
Thắng lợi của Chiến dịch Biên Giới mở ra một bước ngoặt chuyển cuộc kháng chiến của ta từ hình thái chiến tranh du kích tiến lên chiến tranh chính quy, kết hợp chiến tranh chính quy với chiến tranh du kích ở trình độ cao hơn. Đồng thời, nó cũng là nguyên nhân trực tiếp giúp cuộc kháng chiến của ta chuyển hóa sang giai đoạn Tổng phản công.
Tương ứng với ba giai đoạn là 3 hình thức chiến đấu: giai đoạn đầu là Du kích chiến, tiếp theo là Vận động chiến, và cuối cùng là Trận địa chiến. Phản ánh sự tăng trưởng khả năng quân sự của Quân đội nhân dân Việt Nam. Hình thức chiến đấu theo giai đoạn cũng có sự phân bố theo chiến trường. Trong giai đoạn 3, các chiến trường chính thì chuyển sang Vận động chiến là chủ yếu, chiến trường phụ chủ yếu vẫn đánh lối đánh du kích chiến.